# Lorica squamata

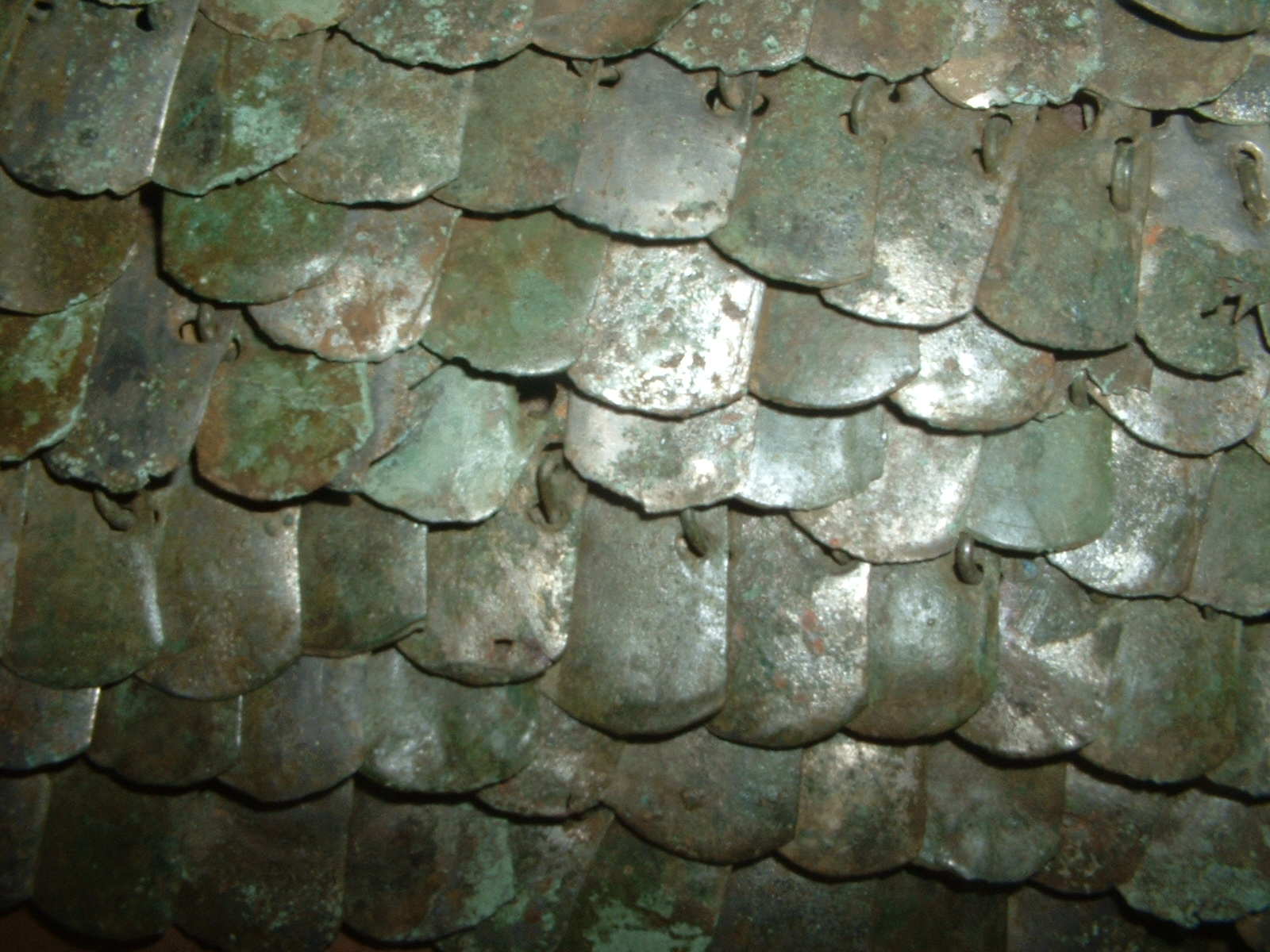
Detail šupinového pancíře

Lorica squamata neboli šupinový pancíř byla od 4. století př. n. l. součástí zbroje římských legionářů.

## Historie a vzhled
Římané převzali tuto zbroj společně s kroužkovým pancířem od Keltů během bojů v Itálii. Podobný pancíř však používali i Řekové, od nich jej pravděpodobně Keltové převzali v jižní Galii. V římském vojsku používala tuto zbroj především jízda, v menší míře i pěchota.
Šupinový či kroužkový pancíř si zpočátku mohli dovolit pouze bohatší hastati a principové, ale po Mariově reformě se tyto druhy zbroje dostaly do běžné výbavy všech legionářů. V 1. až 3. století byl nejčastější legionářskou zbrojí článkovaný pancíř, avšak šupinový a kroužkový pancíř nosili především centurioni a praporečníci.
Ve 3. století vznikl zvláštní generálský model této zbroje. Do té doby totiž vysocí velitelé a císaři nosili takzvaný svalový pancíř Lorica muscula. Tento šupinový pancíř byl upraven do podoby pancíře svalového. Stejně jako kroužkový pancíř měla i šupinová zbroj ramenní zdvojení a kožené chrániče slabin a ramen. Takový typ se v byzantské neboli východořímské říši zachoval až do pozdního středověku, jak dokazují různá byzantská umělecká díla. Ve 3. století to zřejmě byla nejběžnější císařská zbroj.